# Portsmouth
Portsmouth ([ˈpɔːtsməθ] ⓘ) ist eine Hafenstadt an der Südküste Englands in der Grafschaft Hampshire im Vereinigten Königreich Großbritannien und Nordirland. Sie liegt größtenteils auf der Insel Portsea Island an der Mündung des Solent in den Ärmelkanal. An der geschützten Westküste befindet sich der Hafen von Portsmouth, im Osten liegt Langstone Harbour. Südlich wird die Stadt durch den Solent von der Isle of Wight getrennt.

## Geschichte
Obwohl es in der Umgebung bereits Siedlungen in vorrömischer Zeit gab, wird allgemein angenommen, dass Portsmouth 1180 von Jean de Gisors gegründet wurde. Im Jahr 1194 erhielt Portsmouth von König Richard I. das Stadtrecht. Zeitgleich entstand der Hafen im Westen der Stadt. Heinrich VII. machte Ende des 15. Jahrhunderts Portsmouth zum „Royal Dockyard“ und legte das erste europäische Trockendock seit der Antike an. Der Hafen entwickelte sich zum wichtigsten Marinestützpunkt der Royal Navy. Im Zuge der Industrialisierung siedelten sich zahlreiche Unternehmen der Schwerindustrie an.

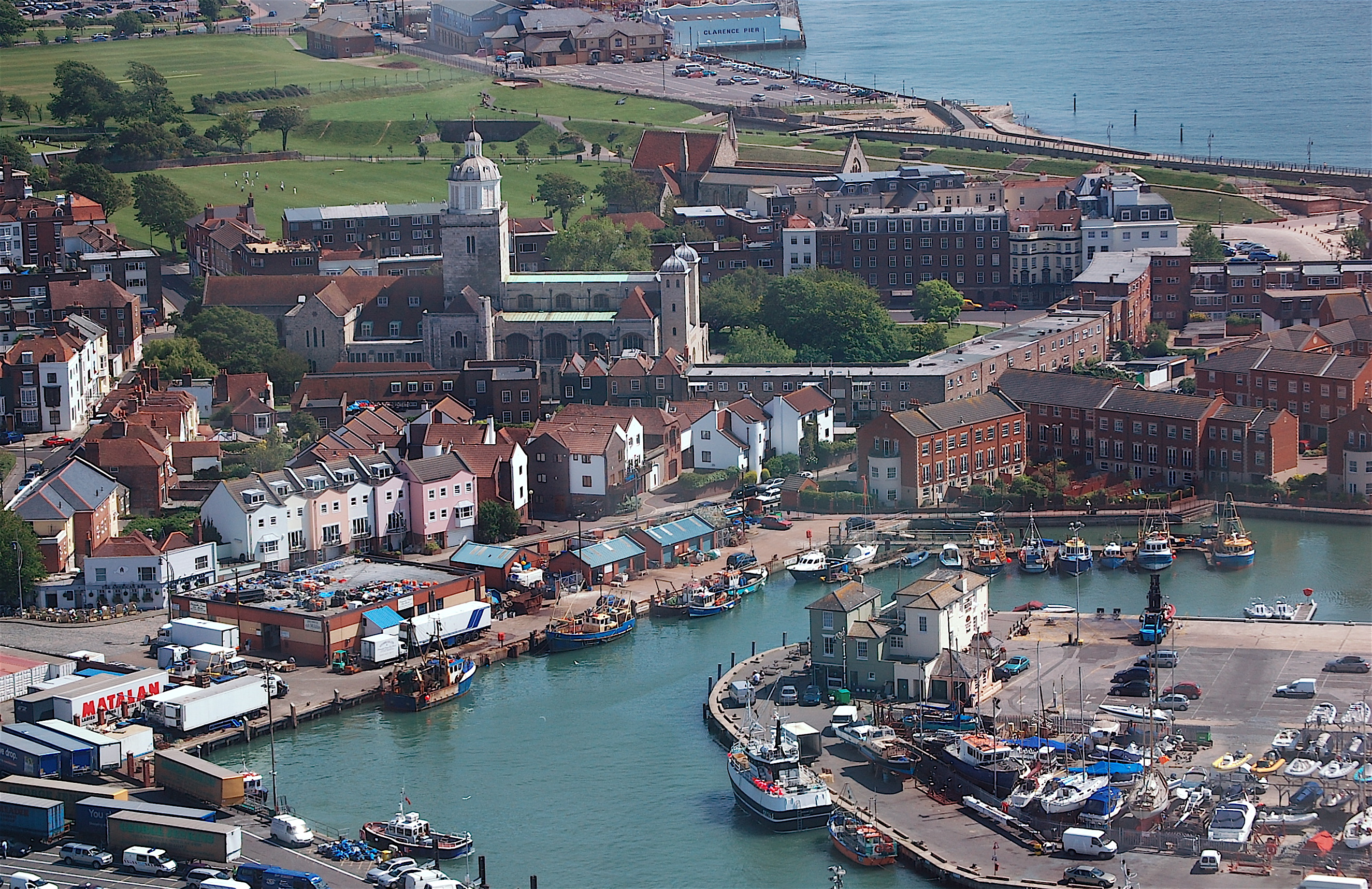
Portsmouth

Während des Zweiten Weltkriegs wurden in Portsmouth Munition und Kriegsschiffe gefertigt. Im Zusammenhang mit der strategisch wichtigen Lage wurde die Stadt mehrfach zum Ziel deutscher Bomber. Hierbei wurden weite Teile der historischen Altstadt zerstört. In der Nacht von 5. auf den 6. Juni 1944 begann von Portsmouth aus die Landung in der Normandie.
Nach dem Krieg wurden lediglich kleine Teile der Stadt rund um den Hafen wieder im historischen Stil aufgebaut. Das heutige Stadtbild wird von modernen Gebäuden aus den 1980er Jahren geprägt. Der Hafen spielt weiterhin eine große Rolle für die Stadt. Portsmouth ist nach Dover der wichtigste Fährhafen Englands. Allerdings wurde der Güterumschlag in den 1970er Jahren zunehmend ins 30 Kilometer entfernte Southampton verlagert. 1995 begann ein 130 Millionen Euro teures Programm zur Umgestaltung der alten Hafengebiete. Im Zentrum des Projektes steht eine Shopping-Mall sowie der 170 m hohe Spinnaker Tower, der am 17. Oktober 2005 feierlich eröffnet wurde, nachdem das Projekt mehr als fünf Jahre später als geplant fertiggestellt worden war und über 30 Millionen GBP gekostet hatte, statt der ursprünglich veranschlagten 9 Millionen GBP. Zudem wurden Teile des Hafens unter dem Namen Portsmouth Marina zu einem modernen Wohn- und Geschäftsviertel umgebaut. Das Programm wurde im Juli 2005 offiziell abgeschlossen. Die Stadt unterhält seit 1950 eine Städtepartnerschaft mit Duisburg.
Portsmouth ist mit 5138 Einwohnern/km² die am dichtesten bevölkerte Stadt Großbritanniens.

## Militär

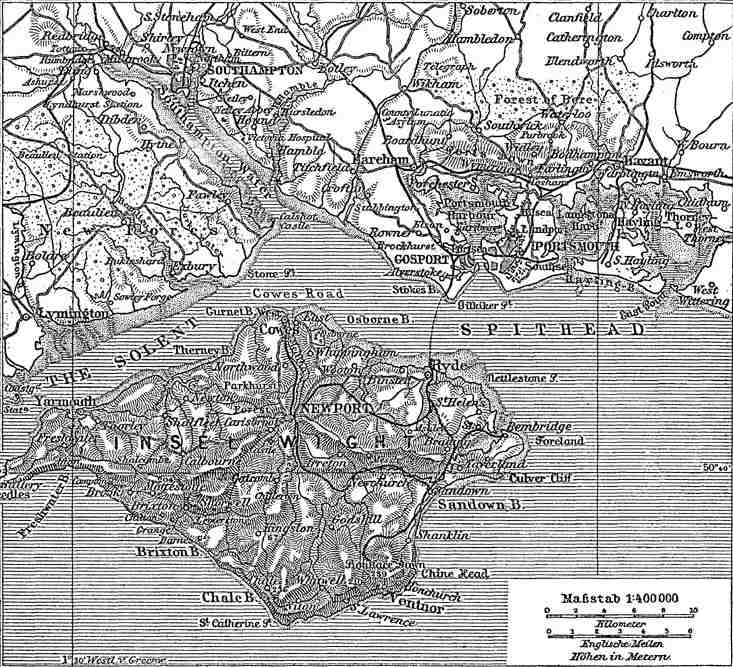
Portsmouth, Southampton, Isle of Wight (Karte von 1888)

Das Militär spielt traditionell eine große Rolle. Der Marinestützpunkt Portsmouth ist der wichtigste militärische Hafen Europas. Etwa 50 Prozent der Schiffe der Royal Navy sind hier stationiert, darunter sämtliche Flugzeugträger. Auch das U-Boot-Trainingszentrum Gosport sowie das Hauptquartier der Royal Navy befinden sich hier. Die Marine ist daher ein großer wirtschaftlicher Faktor und größter Arbeitgeber der Stadt.
Am 28. Juni 2005 fand vor dem Hafen von Portsmouth anlässlich der Feierlichkeiten zum 200. Jahrestag der Schlacht von Trafalgar die größte Flottenparade aller Zeiten statt. 167 Schiffe aus 36 Nationen, darunter 74 Kriegsschiffe der Royal Navy, nahmen an dem Ereignis teil.
Britische Seeleute bezeichnen sowohl die Stadt als auch die Marinebasis mit dem Spitznamen Pompey. Der Ursprung des Spitznamens soll in der damaligen Feuerwehrbezeichnung Pompiers liegen.

## Bildung
Die University of Portsmouth ist eine staatliche Universität in Portsmouth. Die Vorgängerinstitution war von 1969 bis 1992 als Portsmouth Polytechnic Institut bekannt. Im Jahr 1992 wurde der Institution durch den Beschluss der Regierung der Universitätsstatus verliehen. Die Fachdisziplinen sind Elektrotechnik, Informatik, Pharmazie, Maschinenbau, Mathematik, Paläontologie, Kriminologie, Strafjustiz und politische Wissenschaften.
Nach eigenen Angaben zählt sie zu den Top-50-Universitäten der Welt.

## Sport
In der Hafenstadt ist der 1898 gegründete Fußballklub FC Portsmouth beheimatet, der zum Jahrtausendbeginn sieben Jahre in der obersten englischen Liga spielte. Auch wegen großer finanzieller Probleme stieg dieser bis hinunter in die vierte Spielklasse ab. Seine Spielstätte ist der Fratton Park mit einem Fassungsvermögen von etwas über 20.000 Zuschauern in der Innenstadt.

## Politik

### Stadtrat
- Labour: 7
- LibDem: 19
- Cons.: 4
- Unabh.: 12

Unabhängige = Portsmouth unabh. (9), Unabh. (3)

## Partnerstädte
- Duisburg, Deutschland (1950)
- Sydney, Australien (1984)
- Caen, Frankreich
- Haifa, Israel
- Portsmouth, Vereinigte Staaten
- Maizuru, Japan
- Maskat, Oman

## Sehenswürdigkeiten

Admiral Nelsons Schiff HMS Victory in Portsmouth

- Kathedrale von Portsmouth (anglikanisch)
- Kathedrale von Portsmouth (römisch-katholisch)
- Domus Dei, ehemaliges Armenhaus und Hospiz, auch bekannt als Royal Garrison Church
- The D-Day Story, Ausstellung zum D-Day, der  alliierten Landung in der Normandie[5]
- Geburtshaus von Charles Dickens[6]
- New Theatre Royal
- Portsmouth Guildhall (Veranstaltungszentrum)
- Royal Naval Museum
- Royal Marines Museum
- Museumsschiffe Mary Rose, Victory und Warrior
- Submarine World (Ausstellung zur Geschichte der U-Boote)
- Southsea Castle ist eine Festung an der Clarence Esplanade, die Heinrich VIII. zur Sicherung der Küste erbauen ließ
- Portchester Castle (früher Portus Adurni), zehn Kilometer nordwestlich von Portsmouth, wurde im 3. Jahrhundert von den Römern errichtet und von den Normannen erweitert. Heinrich II. baute später innerhalb der Mauern eine Burg.
- Spinnaker Tower

## Söhne und Töchter der Stadt
- Alexander Reinagle (1756–1809), US-amerikanischer Komponist
- Charles Norman (1757–unbekannt), Seemann auf dem britischen Segelschiff Bounty
- Robert Bowyer (1758–1834), Maler und Verleger
- Joseph Reinagle (1762–1836), Musiker
- Susanna Rowson (1762–1824), US-amerikanische Schriftstellerin und Schauspielerin
- Francis Arichall (1770 oder 1772–nach 1802), Porträt-, Miniaturmaler und Zeichner
- Frederic Madden (1801–1873), Bibliothekar und Paläograph
- Martin Barry (1802–1855), Physiologe, Entdecker der Zell-Furchung und des Befruchtungsvorgangs
- Isambard Kingdom Brunel (1806–1859), Ingenieur
- Charles Dickens (1812–1870), Schriftsteller
- George Meredith (1828–1909), Schriftsteller
- Edward W. Clark (1849–1907), Pädagoge und Geistlicher
- Hertha Marks Ayrton (1854–1923), Mathematikerin und Elektroingenieurin
- Houston Stewart Chamberlain (1855–1927), englisch-deutscher Schriftsteller und Kulturphilosoph
- E. Howard Gorges (1868–1949), britischer Brigadegeneral
- George Balfour (1872–1941), Ingenieur, Unternehmer, Parlamentsabgeordneter
- Francis James Mortimer (1874–1944), Fotograf und Herausgeber
- Montagu Love (1877–1943), Theater- und Filmschauspieler
- Richard Gregg (1883–1945), irischer Hockeyspieler
- James Callaghan (1912–2005), Politiker und Premierminister des Vereinigten Königreichs von 1976 bis 1979
- David Snellgrove (1920–2016), Tibetologe
- Ronnie Blackman (1925–2016), Fußballspieler
- Peter Sellers (1925–1980), Schauspieler
- Thomas Morony (1926–1989), General der British Army
- Brian Hayles (1930–1978), Drehbuchautor und Schriftsteller
- Anthony Bailey (1933–2020), Schriftsteller
- Colin Mawby (1936–2019), Organist, Chorleiter und Komponist
- Dennis Hunt (1937–2019), Fußballspieler
- Roger Dicken (1939–2024), Spezialeffektkünstler und Modellbauer beim Film
- Ann Granger (* 1939), Krimi-Schriftstellerin
- Paul Jones (* 1942), Musiker
- Christopher F. Foss (* 1946), Militärbuchautor
- Christopher Hitchens (1949–2011), britisch-US-amerikanischer Autor und Religionskritiker
- John Madden (* 1949), Filmregisseur
- Ray Shulman (1949–2023), Musiker
- Brian Edwin Ferme (* 1950), Kanonist
- Roger Hodgson (* 1950), Musiker
- Joe Jackson (* 1954), Musiker
- Alison Light (* 1955), Literaturkritikerin, Literaturhistorikerin und Schriftstellerin
- Gary White (* 1956), Archäologe
- Roland Orzabal (* 1961), Musiker
- David Faulkner (* 1962), Hockeyspieler
- Pete Lockett (* 1963), Percussionist
- Dean Ward (* 1963), Bobfahrer
- Roger Black (* 1966), Leichtathlet und Olympiateilnehmer sowie Fernsehmoderator und Motivator
- Murray Gold (* 1969), Filmmusik-Komponist, Bühnen- und Hörspielautor
- Russell Garcia (* 1970), Hockeyspieler und -trainer
- Robert Mitchell (1972–2022), Shorttracker und Eisschnellläufer
- Steve Brine (* 1974), Politiker
- Samantha Davies (* 1974), Seglerin
- Hugo Lippi (* 1977), Jazzmusiker
- Charlotte Schmid (* 1977), deutsche Politikerin
- Paul Chequer (* 1978), Schauspieler
- Shaun Wilkinson (* 1981), Fußballspieler
- Caitlin McClatchey (* 1985), Schwimmerin
- Jemma Dallender (* 1988), Schauspielerin
- Katy Sealy (* 1990), belizische Leichtathletin
- Alex Oxlade-Chamberlain (* 1993), Fußballspieler
- Huw Ware (* 1993), Schiedsrichter
- James Ward-Prowse (* 1994), Fußballspieler
- Declan Brooks (* 1996), BMX-Freestyle-Fahrer
- Mason Mount (* 1999), Fußballspieler